# Боровик королевский
Борови́к короле́вский (лат. Butyribolétus régius) — вид грибов, относящийся к роду Butyriboletus семейства болетовые (Boletaceae). До 2010-х годов включался в состав рода боровик (Boletus).

## Описание
Шляпка диаметром 6—15 см, вначале выпуклая, подушковидная, затем более плоская, иногда раскрывается до распростёртой с вмятиной в центре. Кожица гладкая, иногда покрывается беловатыми сетчатыми трещинами, блестящая, в сырую погоду слизистая. Окраска розовая или красная.
Мякоть плотная, жёлтая, синеет или голубеет на срезе, приятного вкуса и запаха.
Ножка высотой 5—15 см, толщиной 2—6 см, утолщённая, желтовато-бурая, в верхней части с жёлтым тонким сетчатым рисунком.
Трубчатый слой свободный, с глубокой выемкой возле ножки, жёлтого или зеленоватого цвета. Трубочки длиной 1—2,5 см с мелкими округлыми порами.
Споровый порошок буро-оливковый, споры 15×5 мкм, веретеновидные, гладкие.

### Изменчивость
Цвет шляпки обычно ярко-красный или розовый, иногда красновато-бурый с жёлтым или оливковым оттенком.

## Экологияи распространение
Растёт в лиственных лесах, преимущественно в буковых, на песчаных и известковых почвах. В России встречается на Кавказе, редко на Дальнем Востоке.
Сезон июнь — сентябрь.

## Пищевые качества
Съедобный гриб хорошего качества, ценится за плотную и душистую мякоть. Употребляется в свежеприготовленном или консервированном виде.

## Таксономия
Butyriboletus regius (Krombh.) D.Arora & J.L.Frank, Mycologia 106 (3): 466 (2014). — Boletus regius Krombh., Naturgetreue Abb. Beschreib. Schwämme 2: 3, t. 7 (1832).

### Синонимы
- Boletus regius Krombh., 1832
- Dictyopus appendiculatus var. regius (Krombh.) Quél., 1886
- Suillus regius (Krombh.) Kuntze, 1898
- Tubiporus regius (Krombh.) P.Karst., 1882